# Яккима (Сортавальский район)
Я́ккима (фин. Jaakkima) — местечко в составе Кааламского сельского поселения Сортавальского района Республики Карелия Российской Федерации.

## География
Расположено на берегу реки Тохмайоки.

## Население
| 2002 | 2009 | 2010 | 2013 |
| ---- | ---- | ---- | ---- |
| 47   | ↘32  | ↗38  | ↘37  |